# Cor Scorpii
Cor Scorpii es un grupo de Melodic Black Metal formado en Sogndal (Noruega) en el año 2005. Tres de sus miembros fundadores son exintegrantes de Windir. 

## Historia
Cor Scorpii fue fundada por Gaute Refsnes, teclista de Windir. Su música involucra a la vez influencias de la música clásica y de música folk, a la cual se añade la atmósfera característica del metal extremo noruego. En julio de 2005, el grupo entró al Studio 1184 (Vreid) para la grabación de su demo titulado "Attergangar". El resto de la música se registró al Espen Bakketeig's Amla Metal Studio (Mistur). El demo se lanzó a finales del año 2005.

## Discografía
- 2005 - Attergangar [Demo]
- 2008 - Monument
- 2018 - Ruin

## Miembros

### Miembros actuales
- Thomas S. Øvstedal - Vocalista
- Gaute Refsnes – Teclados (ex-Windir, Ulcus)
- Rune Sjøthun - Guitarra rítmica
- Erlend Nybø - Guitarra principal
- Inge Jonny Lomheim - Bajo
- Ole Nordsve - Batería

### Miembros pasados
- Jørn Holen - Batería (ex-Windir, Vreid)
- Stian Bakketeig - Guitarra principal (ex-Windir, Ulcus, Mistur)